# Jalasjärvi (sjö i Jalasjärvi, Södra Österbotten, 62,51 N, 22,71 Ö)
Jalasjärvi är en sjö i kommunen Jalasjärvi i landskapet Södra Österbotten i Finland. Sjön ligger 82,8 meter över havet. Arean är 1,35 kvadratkilometer och strandlinjen är 6,67 kilometer lång. Sjön  ingår i Kyro älvs huvudavrinningsområde.   Den ligger omkring 31 kilometer söder om Seinäjoki och omkring 280 kilometer norr om Helsingfors. 
Nordväst om Jalasjärvi ligger Jokipii. 